# Proteuxoa memestroides
Proteuxoa memestroides är en fjärilsart som beskrevs av Walker 1869. Proteuxoa memestroides ingår i släktet Proteuxoa och familjen nattflyn. Inga underarter finns listade i Catalogue of Life.